# Северные Известняковые Альпы
Северные Известняковые Альпы (Северные известковые Альпы, нем. Nördliche Kalkalpen) — система горных массивов, часть Альп на территории Австрии и на южной границе Германии.

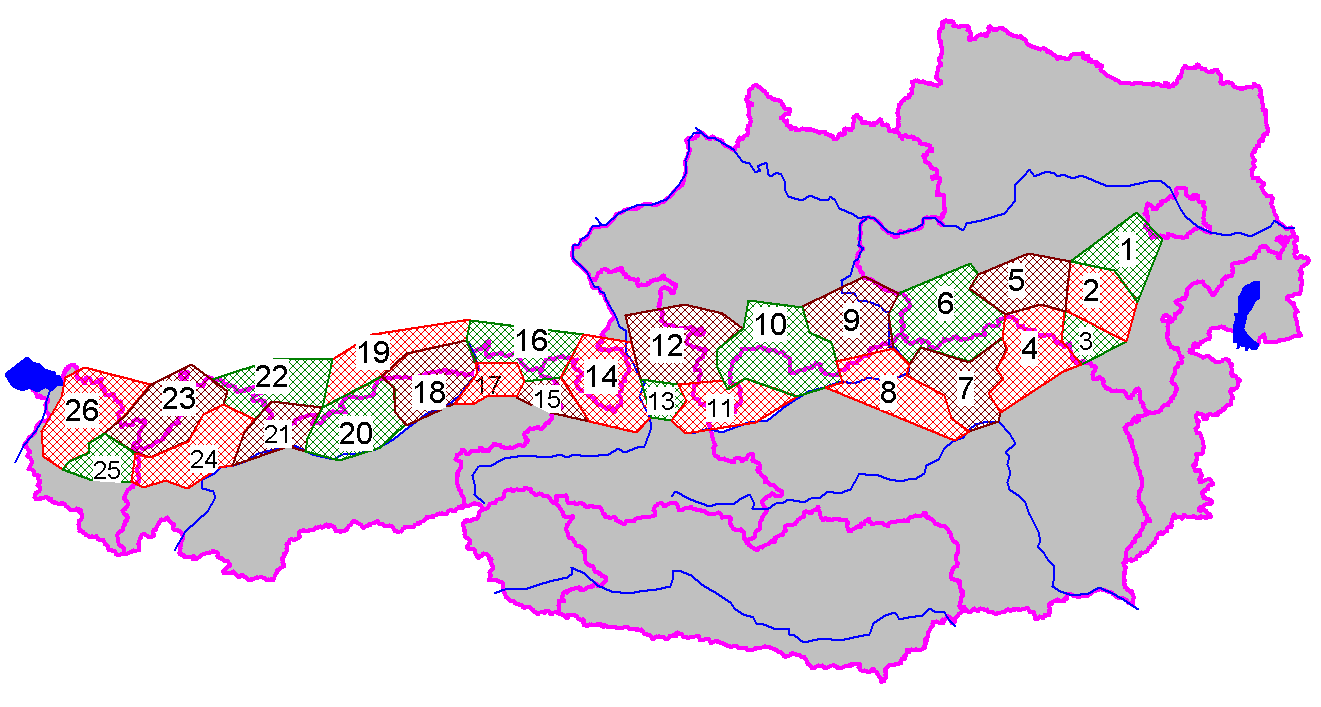
Массивы Северных Известняковых Альп. Красным цветом показаны границы федеральных земель Австрии и государственные границы.

Вытянуты с запада на восток практически на всю протяженность Австрии, от Боденского озера до Вены. С юга от них располагаются Центральные Восточные Альпы, с севера — предальпийская зона флиша.
| Массивы Северных Известняковых Альп (с востока на запад) | Массивы Северных Известняковых Альп (с востока на запад) | Массивы Северных Известняковых Альп (с востока на запад) | Массивы Северных Известняковых Альп (с востока на запад) |
| Номер на схеме                                           | Массив                                                   | Немецкое название                                        | Максимальная высота                                      |
| -------------------------------------------------------- | -------------------------------------------------------- | -------------------------------------------------------- | -------------------------------------------------------- |
| 1                                                        | Венский Лес (Винервальд)                                 | Wienerwald                                               | 893 м (Шёпфль)                                           |
| 2                                                        | Гутенштайнские Альпы                                     | Gutensteiner Alpen                                       | 1399 м (Райзальпе)                                       |
| 3                                                        | Ракс и Шнееберг                                          | Rax-Schneeberg-Gruppe                                    | 2075 м (Шнееберг)                                        |
| 4                                                        | Мюрцштегские Альпы                                       | Mürzsteger Alpen                                         | 1982 м (Хоэ-Вайч)                                        |
| 5                                                        | Тюрницкие Альпы                                          | Türnitzer Alpen                                          | 1377 м (Тиролеркогель)                                   |
| 6                                                        | Юббстальские Альпы                                       | Ybbstaler Alpen                                          | 1910 м (Хохштадль)                                       |
| 7                                                        | Хохшваб                                                  | Hochschwab-Gruppe                                        | 2277 м (Хохшваб)                                         |
| 8                                                        | Эннстальские Альпы                                       | Ennstaler Alpen                                          | 2365 м (Хохтор)                                          |
| 9                                                        | Верхнеавстрийские Предальпы                              | Oberösterreichische Voralpen                             | 1963 м (Хоэр-Нок)                                        |
| 10                                                       | Мёртвые горы                                             | Totes Gebirge                                            | 2513 м (Гроссер-Приль)                                   |
| 11                                                       | Дахштайн                                                 | Dachsteingebirge                                         | 2995 м (Дахштайн)                                        |
| 12                                                       | Зальцкаммергут                                           | Salzkammergut-Berge                                      | 2028 м (Гамсфельд)                                       |
| 13                                                       | Тенненгебирге (Теннен)                                   | Tennengebirge                                            | 2431 м (Раухек)                                          |
| 14                                                       | Берхтесгаденские Альпы                                   | Berchtesgadener Alpen                                    | 2941 м (Хохкёниг)                                        |
| 15                                                       | Лоферские и Леогангские горы                             | Loferer Steinberge, Leoganger Steingebirge               | 2634 м (Бирнхорн)                                        |
| 16                                                       | Альпы Химгау                                             | Chiemgauer Alpen                                         | 1960 м (Зонтагсхорн)                                     |
| 17                                                       | Кайзеровские горы (Императорские горы)                   | Kaisergebirge                                            | 2344 м (Эльмауэр-Хальт)                                  |
| 18                                                       | Бранденбергские Альпы                                    | Brandenberger Alpen                                      | 2299 м (Хохисс)                                          |
| 19                                                       | Баварские Предальпы                                      | Bayerische Voralpen                                      | 2086 м (Кроттенкопф)                                     |
| 20                                                       | Карвендель                                               | Karwendel                                                | 2749 м (Бирккаршпитце)                                   |
| 21                                                       | Веттерштайн                                              | Wetterstein                                              | 2964 м (Цугшпитце)                                       |
| 22                                                       | Альпы Аммергау                                           | Ammergauer Alpen                                         | 2340 м (Даниэль)                                         |
| 23                                                       | Альгойские Альпы                                         | Allgäuer Alpen                                           | 2657 м (Гроссер-Кроттенкопф)                             |
| 24                                                       | Лехтальские Альпы                                        | Lechtaler Alpen                                          | 3036 м (Парсайершпитце)                                  |
| 25                                                       | Лехквелленгебирге                                        | Lechquellengebirge                                       | 2753 м (Гроссе-Вильдгрубеншпитце)                        |
| 26                                                       | Брегенцский лес (Брегенцервальд)                         | Bregenzerwaldgebirge                                     | 2134 м (Глаттхорн)                                       |